# Guàrdia Foral Biscaïna
La Guàrdia Foral Biscaïna és un cos policial dependent de la Diputació Foral de Biscaia, similar als mikeletes de Guipúscoa i als miñones d'Àlaba
Els principals objectius eren el manteniment de la pau pública, persecució de malfactors i, des del segle xix, òrgan de recaptació d'impostos.

## Història
A començaments de 1785 eren coneguts com a mikeletes, i es van constituir com a milícia local en 1823, encara que durant el segle xix van patir alguns intents de supressió. Durant la Primera Guerra Carlina es van posar de part dels liberals.
El 20 de desembre de 1839 Gregorio Lezama-Legizamon i el seu adjunt Federico Lezea van refundar la milícia com a mikeletes per lluitar contra els bandolers i criminals.
Els Tercios Vascongados que van participar en la Guerra d'Àfrica de 1859 van tenir la seva base amb milícies d'Àlaba i Guipúscoa. Van mantenir la seva autonomia dins l' exèrcit espanyol.
El 3 d'abril de 1872 la Diputació Foral de Biscaia va reorganitzar la milícia canviant-li el nom, que serà el de Guàrdia Foral. La milícia la van formar un total de mil persones, i el 21 de juliol del mateix any el Ministeri de Guerra n'aprovà les ordenances.
Durant la Tercera Guerra Carlina s'encarregaren de mantenir la pau a les ciutats i lluitar contra els guerrillers. Després del final de la Guerra al Nord en 1877 el general Quesada va canviar de nou el seu nom i els va anomenar miñones. No va ser del grat als biscaïns, com deia Antonio Trueba perquè els confonien amb els homònims d'Àlaba.
Els van dissoldre el 23 d'agost de 1937 els van dissoldre. després de la victòria franquista a la batalla de Bilbao. Els mikeletes biscaïns i guipuscoans foren desmobilitzats, però deixaren com a cossos provincials els miñones alavesos i la policia foral navarresa.
Actualment els 15 guàrdies forals s'encarreguen de la seguretat del president i dels diputats provincials. El Departament de Seguretat Basc els va designar oficialment com a policia foral.